# اچ‌تی‌سی سنسیشن
اچ‌تی‌سی سنسیشن (به انگلیسی: HTC Sensation، به‌معنای اچ‌تی‌سی احساس) یک گوشی هوشمند دارای سیستم‌عامل آندروید نسخهٔ ۲٬۳ است که در ماه آوریل ۲۰۱۱ معرفی و در ماه مهٔ ۲۰۱۱ پخش گردید.

## سخت‌افزار
اچ‌تی‌سی سنسیشن دارای یک پردازشگر ۱٬۲ گیگاهرتز از نوع دو هسته‌ای‌است. گرافیک این گوشی از نوع آدرنو ۲۲۰ (Adreno 220} است. صفحهٔ نمایش این گوشی از نوع ال‌سی‌دی با تفکیک‌پذیری ۵۴۰×۹۶۰ پیکسل در اندازهٔ ۴٬۳ اینچ با تکنولوژی‌هایی چون مولتی‌لمسی و سنسور چرخش اتوماتیک است.
دوربین این گوشی ۸ مگاپیکسل با قابلیت‌های فوکوس اتوماتیک، فوکوس لمسی، تشخیص چهره و ژئوتگنیگ به‌همراه فلاش ال‌ای‌دی دوگانه است. فیلمبرداری این گوشی با رزولیشن فول‌اچ‌دی (۱۰۸۰×۱۹۲۰ پیکسل) و با سرعت ۳۰ فریم در ثانیه می‌باشد.
این گوشی دارای ۷۶۸ مگابایت حافظهٔ رم (RAM)، یک گیگابایت حافظهٔ داخلی و پشتیبانی از کارت حافظهٔ میکرو اس‌دی تا ۳۲ گیگابایت است.